# まほろば遊
まほろば遊（まほろば ゆう）は宝塚歌劇団出身の女優・歌手。東京都出身。

## 人物・来歴
宝塚歌劇ファンの家族の中で育ち、幼少よりピアノ・クラシックバレエを習う。バレエを谷口登美子・山路瑠美子、両氏に師事。芸名『まほろば遊』は野田秀樹の命名による。1989年宝塚音楽学校に入学、1991年宝塚歌劇団77期生として入団。月組公演ベルサイユのばらオスカル篇で初舞台を踏んだ。1992年月組配属後、全組選抜メンバーの最下級生でニューヨーク公演に出演。1997年退団。その後ロンドンに留学、歌とダンスを学ぶ。
結婚後、名古屋に居住、シンガーソングライターとして5枚のCDをリリース。歌手・作詞・作曲のほか、2013年から日本ナレーション演技研究所名古屋校ボーカル講師。2018年4月より名古屋芸術大学非常勤講師、愛知県立名古屋西高等学校特別講師、2018年5月名古屋音楽学校「特別研究コース」講師。朗読と発声法声の魅力アップ教室主宰。2023年4月より名古屋芸術大学芸術学部芸術学科客員教授就任、大阪夕陽丘学園短期大学元非常勤講師。

## 宝塚歌劇団時代の活動歴
- 1991年3月 「ベルサイユのばら オスカル篇」初舞台
- 1992年 「TAKARAZUKA・夢」ニューヨークジョイスシアター参加
- 1993年 宝塚大劇場公演「ミリオン・ドリームス」新人公演/歌う男」
- 1994年 「TAKARAZUKA・オーレ!」ブギウギ巴里歌う男

## 退団後の活動

### 2025年
- 1月
  - 11　千草警察署の「一日警察署長」
- 2月　
  - 11　橿原神宮記念祭　「和プロジェクト TAESHI揮毫奉納行事」「君が代」と「まほら」（オリジナル曲）奉納歌として歌う
  - 15　なごやかクラブ名古屋設立60周年記念　名古屋よいとこ節参加
  - 20「SDGコンサート」　於：大治町幼稚園
  - 21　コープあいち15周年「被爆ピアノコンサート」　於：名古屋市公会堂
- 3月
  - 25 「汐美真帆＆北川加奈名古屋デビューライブ」応援出演
  - メディア関係掲載 毎日新聞・毎日新聞Web掲載
- 4月
  - 4　名古屋北ロータリークラブ」卓話講師
  - 6　名城さくらの会主催「未来創造!桜コンサート」ステージプロデュース＆歌手
  - メディア関係掲載 中日新聞、中日新聞なごや西ホームニュース
- 5月
  - 5  「リハビリホームコンサート」　於　ベネッセボンセジュール植田
  - 20 「昭和生涯学習センター公開講座」講師
  - 24　西川長州先生主催「第53回長寿乃会」ご当地ソング「なごやよいとこ節」参加
- 6月
  - 8　「東海山形県人会総会」パーティーシンガーにて参加
  - 14　異文化経営学会中部部会にて「エグゼクティブプレゼンスについて」名古屋商科大学大学院伊藤教授と共同発表
  - 16　銀行の「プレミアムライブ」出演　ピアノ：阿部篤志
- 7月
  - 7　「七夕ライブ」於：モナぺトロ　ピアノ：阿部篤志、ドラム：黒田和良
  - 19　戦後80年上越非核平和友好都市宣言30周年事業「被爆ピアノ平和コンサート」於：高田城址公園オーレンプラザ　矢川光則、ピアノ：阿部篤志
  - 21　第36回愛知サマーセミナー「3ステップで魅せるあなたもステージアクターへ」with元宝塚歌劇団みずき愛さん
  - 24　愛知県商工会議所女性会連合会総会「エグゼクティブプレゼンス～魅せ方＆美のヒケツをあなたに」講師
  - メディア関係掲載 上越タイムス

### 2024年
- 1月
  - 21 なごチューブ出演
- 2月
  - 17 JION35周年コンサートゲスト出演
  - 18 なごチューブ生配信出演
  - 25 竹扇流発表会ゲスト出演
- 3月
  - ９　被爆ピアノコンサート　滋賀生協主催
  - 12 大治町地域リーダー育成講座2期生修了会
  - 27 「アクティブ音楽回想法」シニア会講座
- 4月
  - 2   名城さくらの会　「名古屋よいとこ節」桜植樹
  - 8 「女性リーダー開発プロジェクト講座」講師 北九市市役所にて開催
  - 27 「音楽アクティビティ」講座　瀬戸ミソノピアにて開催
  - 28 「声の魅力UP教室発表ライブ」アーデンにて開催
- 5月　
  - 25 「アイドルランカーin名古屋」iCANDY出演
- 6月　 
  - 2 「大人の五節句」ブチトリアノンプロデュース　六華苑にて開催　朗読ライブ出演　筝奏者：岩田京子・江連弘代
  - 6-8  被爆ピアノコンサート 安曇野市平和学習事業ピアノ管理/調律師：矢川光則・ピアノ阿部篤志・プロデューサー：神谷氏 協賛：安曇野市民タイムズ/信濃毎日新聞/長野朝日放送
- 7月
  - 被爆ピアノコンサート「TOGOだよ!　全員集合」調律師：矢川光則・ピアノ：阿部篤志
  - 13  愛知サマーセミナー「３ステップで魅せるアナタもステージアクター!　元宝塚歌劇団：みずき舞
  - 27  名古屋栄ミナミ盆踊りまほろば遊作詞作曲「名古屋よいとこ節」で参加
  - メディア掲載 中日新聞東版 7/4
- 8月
  - 3 「第四回絵本フェス」参加　ハーチ・ピカドンピアノ
  - 7  名古屋城夏祭りステージ　名古屋よいとこ節
  - 8  アーデン発表ライブ
  - 20  大治町長寿支援課リーダー育成講座
  - 21  TMC異業種交流会勉強会
  - 25 「カナデノワコンクール」審査員 於：大垣市
  - メディア掲載　メーテレニュース（絵本フェス)
- 9月
  - 7  ライブ番組「かじゅまると納屋橋モーニング」
  - 11  八事シニア会「敬老会」音楽アクティビティ
  - 14  「企業研修プレゼン講座」北九州市
  - 19  「大治町シニア講座」豊田マネージメント研究所TMI/Pias
- 10月
  - 7  「企業研修　プレゼン＆コミュニケーション」於：東京
  - 13  市民大学知多塾「音楽療法プロジェクト」講師：山下一郎
- 11月
  - 3   国指定重要文化財「旧内田家」出版記念特別朗読コンサート　　
  - 9　AEA創立50周年イベント　プロデュース＆審査員 於：オアシス広場　　　
  - 16　大治町主催「健康フェスタ」トークショウ出演　　　
  - 23　「エグゼクティブプレゼンス講座」於：東京銀座
  - 30　「PTA文化公演」　於：東邦高校

- 12月
  - 9  「SDGsコンサート」　於：大治町幼稚園
  - 25「クリスマスライブ」　於：モナペテロ

### 2023年
- 1月
  - 11 名東区教養講座「好奇心が元気の秘訣」講演　名東文化小劇場
  - 13 中川区法人会「新年の集いステージ」　ストリングホテル
  - 16 さくらFM「SakuっとLa・ら・Ra・西宮」近藤富士雄パーソンリティ（ゲスト出演）
  - 22 被爆ピアノコンサート　於:瀬戸カルバリーチャペル
  - 23 中日新聞朝刊掲載

- 2月
  - 17 ミュージカル「パジャマゲーム」初日　歌唱スタッフとして参加
  - 18 セミナー「TMCフォーラム　ミツバチとSDGs」講演
  - 24 「音楽のゆうべ」演出と歌手担当　於:金山特殊陶業市民会館
  - 26 北名古屋市男女共同参画推進事業「人を幸せに自分も幸せに」

- 3月
  - 18 「エクゼプティブプレゼンス強化」講座　於:東京銀座
  - 26 名古屋城春祭りステージ「名古屋よいとこ節」

- 4月
  - 1  名古屋芸術大学客員教授/大阪夕陽丘学園短期大学非常勤講師就任
  - 10 名古屋福祉大学「なごやかクラブ通信」掲載
  - 13 北名古屋市主催「男女共同参画推進事業講演」/広報誌「北名古屋4月号」掲載
  - 14 「北名古屋市民タイムズ」掲載
  - 22 瀬戸市「音楽イベント」於/ミソノピア
  - 23 「まほろば遊声の魅力アップ講座生徒発表会」於/アーデン

- 5月
  - 5 「作曲家・藤本記一郎先生70コンサート」
  - 23 東生涯学習センター「公開セミナー」講師
  - 26 キワニスクラブ例会にて講演「歌が元気の秘訣」 於/名古屋マリオットホテル　
  - 27　天野エンザイム陶芸クラブ陶芸祭/名古屋よいとこ節ほか

- 6月
  - 1 PTA講演「子供の夢、親の夢を叶える子育てのヒント」於/小牧南小学校
  - 15 名古屋芸術大学文化創造セミナー講師
  - 18 合同会社「ジバング舎」コラボ参加/金シャチ横丁イベント　名古屋よいとこ節
  - 19 中日新聞市民版　「ジパング舎コラボ」掲載
  - 21 名北ロータリークラブ例会　講演とコンサート 於/東急ホテル
  - 23 「エグゼプティブプレゼンス講座」於/東京新宿
  - 27 大阪夕陽丘学園短期大学「キャリア創造科」授業

- 7月
  - 7 「七夕ライブ」　於/美サイレント・天空の城
  - 8 老人ケアホームボランティアライブ 於/熱田区ソンポケアホーム
  - 9 「愛知うたごえ合唱発表会」講評委員
  - 12 矢川光則さんの 被爆ピアノ平和活動に参加・安曇野市立明科中学校・安曇野市市長表敬訪問・信濃毎日新聞MG　松本大学合唱グループとコラボ
  - 13 被爆ピアノ平和活動・古民家「ほしのむら」慰霊コンサート・安曇野市立穂高東中学校
  - 17 愛知サマーセミナー特別講師・「あなたもステージアクターへ」元花組みずき愛さ
  - 27 安曇野市　「矢川光則さん被爆ピアノ平和活動」・安曇野市民タイムス掲載・YouTube「被爆ピアノコンサート」於/穂高東中学校

- 8月
  - 6 金山まつり「名古屋よいとこ節」
  - 13 名古屋城なつまつりイベント「名古屋よいとこ節」
  - 26 団体例会でのパーティーシンガー 於/ルーセントタワー40階
  - 27 まほろば遊「声の魅力アップ講座発表会」於/アーデン
  - 29 まほろば遊プロデュース「i CANDY」サマーフェスタ出演 於/航空自衛隊小牧基地

- 10月
  - 16 昭和区社会福祉協議会「広治サロン」講演会
  - 25 名古屋河村市長表敬訪問
  - 26 公益財団法人「不老会の集い」

- 11月
  - 3 中日新聞市民版掲載
  - 4 名古屋城秋まつり
  - 27 東海東京証券会員サロンオルクドール・トークライブ

- 12月
  - 2 豊橋創造大学短期大学創立部40周年記念事業・「豊橋市民大学トラム」講座講師
  - 4 大治町SDGs保育園コンサート
  - 8 狩谷ハイウェイオアシス「一日高速隊長」
  - 11 大治町SDGs幼稚園コンサート
  - 24 アーデンのど自慢大会

### 2022年
- 1月
  - 9 なごチューブ生配信 SDGs その2
  - 11 なごチューブ生配信 SDGs その3
  - 17 愛知県知事を表敬訪問
  - 18 毎日新聞朝刊愛知県版掲載[昭和区女性のつどい/[明るい選挙] 昭和区推進講演会講演:ゲスト出演
  - 23 なごチューブ生配信 SDGsその4
  - 25 中日新聞尾張版掲載 SDGs
  - 30 中日新聞朝刊掲載 SDGsと絵本[ハーチ]の紹介
- 2月
  - 5  名古屋市名東区講演会
  - 6  なごチューブ生配信 SDGs その5
  - 20「愛と夢のサロンコンサート」

- 3月
  - 1 中日新聞朝刊掲載　大治町SDGs大使任命される
  - 13 [ウクライナに平和を] 作曲まほろば遊　編曲藤村記一郎
  - 17 「うたごえ新聞」掲載　　[ウクライナに平和を]
  - 20 [なごチューブ]生配信  SDGs その6
  - 24 音楽アクティビティ講演　京都久御山
  - 26 「はるはるハッピーコンサート」
  - 27 中日新聞尾張版掲載　
  - 29 「きふねだより」掲載　「心を豊かにする歌と朗読コンサート」
  - 30 「(株)名縫」テーマソングレコーディング　歌まほろば遊

- 4月
  - 3 [なごチューブ」生配信　SDGs その７
  - 6 西枇杷島警察署「一日警察署長」・名古屋市市長表敬訪問
  - 7 中日新聞尾張版掲載
  - 8 うたごえ新聞「ウクライナに平和を」楽譜掲載
  - 10 「なごチューブ」10回収録
  - 22 「西枇杷島警察署」より感謝状
  - 24 「アーデン朗読＆ライブ」
  - 28 「ポケット歌集－メーデー平和歌集2022」掲載・「ウクライナに平和を」歌唱
  - 29 中日新聞掲載[大治町SDGs推進大使]

- 5月
  - 15 「なごチューブ」生配信　SDGs最終回
  - 27 「北名古屋市タイムズ掲載」4月1日一日警察署長の関する記事
  - 28 [バイオリンアンサンブルHSE48] プラチナのように歌唱/DVD収録
  - 31 [FMみなみ・クローバーテレビ]「飛び出せ!ななみ号」ゲスト出運

- 6月
  - 1 [名古屋市瑞穂区生涯学習センター主催　講演会] 歌とダンスで幸せを!!
  - 6 名古屋東邦高校「教育を考える初夏の集い　in名東2022」・まほろば遊作詞・作曲「なごやよいとこ節」・日本舞踊西川流 西川長秀作舞披露
  - 11 ミソノピアゼミナール 講演会 元タカラジェンヌと心豊かなひとときを…
  - 12 藤村記一郎作品コンサート70　出演
  - 22 [コープアイチ主催  講演会とプチディナーショー] [名古屋市港区いきいき支援センター主催]音楽療法による認知症予防セミナー講演会

- 7月
  - 14  [新潟県小千谷市 主催]　非核平和都市宣言30周年祈念コンサート出演
    - 21 新潟日報掲載　「非核平和都市宣言30周年記念コンサート」

  - 23 小千谷新聞掲載・ [ASOBOU!ヤマハミュージックラボ] 出演　・YouTubeヤマハ配信中
- 8月
  - 15  [名古屋城夏祭りステージ]　出演
  - 28  [アーデンライブ] 朗読とライブ
  - 30  [大治町SDGs推進大使としての活動-保育園訪問]
- 9月
  - 3 名古屋市名東区なごやか会セミナー
  - 4 瀬戸カルバリーチャペル音楽ミサ
  - 11 名古屋市東生涯学習センター「SDGsセミナー」
  - 18 中日新聞三面「この人」に掲載
  - 23 被爆ピアノコンサート　和歌山市和歌山城ホール
  - 24 わかやま市民生協主催「被爆ピアノコンサート」橋本市
  - 25 長野県安曇野市平和都市宣言10周年祈念コンサート
  - 26 安曇野市保高西中学校『平和学習－被爆ピアノ」
  - 27 安曇野市豊科南中学校『平和学習－被爆ピアノ」
  - 28 安曇野市市役所ロビー被爆ピアノコンサート・東京新聞関東版朝刊「この人」掲載
  - 29 安曇野市民タイムズ掲載「被爆ピアノコンサート」

- 10月 　
  - 1 名古屋芸術大学秋季生涯学習大学公開講座  「さあ！みんなで楽しく歌いまショ―！」
  - 6 中川法人会だよりに掲載「巻頭インタビュー」
  - 7 『時局」掲載
  - 24 名古屋広路学区協議会主催「広路サロン」講座
  - 31 「SDGs」講座　愛知県立守山高校
- 11月
  - 10 歌のステージ「全日本不動産協会愛知県本部創立60周年」於:マリオットホテル
  - 12 わかやま市民生協機関紙『セプテ」掲載
  - 13 HSE48バイオリンアンサンブル4周年記念コンサート 歌手として参加 於:愛知県芸術劇場小ホール
  - 20 ジブリパーク開園イベント『あいち市町村フェア」名古屋芸術大学ステージに参加/「名東オータムフェスティバル」参加
- 12月
  - 2 津島警察署「一日警察署長」
  - 6 中日新聞尾張版掲載
  - 16 うたごえ全国創作センター創作曲選考会」にて「ウクライナに平和を」作曲:まほろば遊・藤村記一郎先生との共作 推薦曲に選抜される。
  - 19 大治町「SDGs」コンサート 於:大治町東保育園
  - 23 岐阜加納ロータリークラブ　クリスマス忘年家族例会「クリスマスショー」於:岐阜グランドホテル

### 2021年
- 1月
  - 1 「これからも記憶を紡ぐコンサート」広島平和記念公園
  - 17 日刊廣島新聞に掲載
  - 25 うたごえ新聞掲載
- 2月
  - 5 中日新聞朝刊(市民版)に掲載
  - 6 ゆめのたねラジオ「音楽と朗読のせかい～夢の続きへ」
  - ゲスト:諏訪哲史氏(群像新人文学賞・芥川賞作家)

- 3月
  - 2 「 矢川さんを囲む会」にてミニ講演
  - 13 ミソノピアゼミナール講演「大震災と私、平和と命の大切さを伝える」
  - 19 広島毎日新聞掲載「つむぐ平和」
  - 22/23 クイズ!脳ベルSHOW（BSフジ）出演・回答者
  - 28 「声の魅力アップ教室発表ライブ

- 4月
  - 18 「広島に原爆資料館」朝日新聞 愛知版 ネット版 同時掲載
- 5月
  - 7月刊誌【時局 zoom in】に掲載される。
    - 「元タカラジェンヌが絵本でスロベニアとの友好関係継続に貢献」

  - 23 [うたごえ新聞創刊65周年記念]出演
    - 第1部 まほろば遊～地球規模で平和を願う心の歌～」
    - 第2部 ビッグ対談 池辺晋一郎氏・青木理氏

  - 24 中日新聞朝刊掲載 「コロナ禍 語り合う」
  - 26 熱田生涯学習公開講座女性セミナー「元タカラジェンヌ??好奇心が元気の秘訣」
  - 30 うたごえ新聞6月7日号掲載　「うたごえ新聞創刊65周年記念-歌とビッグな対談」掲載

- 7月
  - 4 なごチューブ生出演
  - 25 アーデンライブ
- 8月
  - 16 被爆ピアノコンサート[大曾根]
  - 17 朝日新聞掲載 [被爆ピアノコンサートおおそね]矢川光則氏、まほろば遊、水野伸子教授
  - 18 絵本「HARCHIハーチ」出版日
  - 23 被爆ピアノZOOM中継コンサート神戸市教育研究集会主催
- 9月
  - 5 「幸せのポッケ」主催 絵本「HARCHIハーチ」出版記念イベント
  - 27 [クラウドスクールDELLGE講師]になる
- 10月
  - 8 SDGs 中川区保育園にて「絵本の読み聞かせ&ミニライブ」
  - 25 近藤富士雄氏の「さくらFM・今注目のアーティストコーナー」まほろば遊オリジナル曲まほら放送される
- 11月
  - 1 愛知県SDGs登録制度に登録される。
  - 8 愛知淑徳中学・高等学校PTA講演会講演
  - 13 毎日新聞大阪版夕刊「本場称賛ミツバチの絵本改訂版」掲載
  - 16 毎日新聞中部版夕刊「本場称賛ミツバチの絵本改訂版」掲載
  - 18 スロベニア大使館主催「スロベニアン・トラディショナルディ・イベント」まほろば遊「絵本ハーチの読み聞かせ」
  - 24 「WCRP創設50周年記念式典」被爆グランドピアノコーナー 矢川光則氏・歌 まほろば遊 ・ピアノ平山晶子
    - 於:京都国際会館イベントホール

  - 30 ミノソピア35周年「ミノソピア芸術祭」ゲスト出演 於:瀬戸市民ホール

### 2020年
- MID FM 「まほろば遊のボンソワール宝塚」開始 毎月第四週目火曜日
  - 「週刊現代」掲載
  - 名古屋経営者「漁火会」セミナー講師「病と共に生きる時代」
  - 毎日キレイ「まほろば遊:平和への願い込めた朗読絵本を発売」掲載
  - ヤフーニュース 毎日キレイ「まほろば遊…」転載
  - 朝日新聞朝刊掲載「被爆ピアノ朗読絵本に」
  - 朝日デジタル版「〃〃まほろば遊さん制作」
  - 読売新聞朝刊掲載「被爆ピアノ朗読本発刊
  - 読売オンライン「……元宝塚まほろば遊 朗読」
  - 新広島テレビプライムニュース「旅するピカドンピアノ」
  - 中日新聞朝刊掲載「被爆ピアノ命の尊さ伝える」
  - 朝日新聞朝刊掲載「被爆ピアノの絵本作者朗読
  - 18日 名古屋アーティストエイド「瑠璃色の地球」YouTube
- 9月
  - 13日 被爆ピアノコンサート 和歌山市生協主催
  - 15日 和歌山放送ニュース掲載
  - 25日 読売新聞掲載
- 10月
  - 25日 アーデン朗読＆ライブ
  - 26日 「週刊うたごえ新聞」一面、四面掲載
- 11月
  - 1日 文化芸術活動継続支援事業トライアル公演朗読「蜘蛛の糸
  - 2日 中日新聞掲載「名古屋西高校創造表現コース一期生発表会」
  - 28日 知立市市政50周年記念プレ公演「三河ZIPANGど真ん中フェスタ」収録
- 12月
  - 5日 御寺で楽しむ音樂アクティビティー「和と輪と話」八事山興正寺にて
  - 18日 中日新聞「知立くらしのニュース」掲載
  - 31日 広島にて「これからも記憶を継ぐ」コンサート
    - 毎日新聞広島県版掲載

### 2019年
- 2月
  - 曽世海司＆まほろば遊 朗読ライブ
  - 「アフタヌーンティーライヴ」共演/曽世海司
  - 毎日新聞朝刊愛知版掲載
- 3月
  - 名古屋市名東区貴船小学校 被爆ピアノ演奏会 矢川光則氏
  - 中日新聞名東ホームニュース掲載
  - まほろば遊5thCDリリース 「Life is Beautiful」
  - 名古屋市守山区志段味東小学校「平和の授業」 矢川光則氏
- 4月
  - まほろば遊CDリリースライヴ ピアノ/阿部篤志
  - 愛知県立名古屋西高校「創造表現コース」ダンス講師開始
  - SMCBパーク栄コンサート
  - CBO GROUP編集部著者「シリーズ社長の課外授業」掲載
- 5月
  - 「アマティーナ弦楽合奏団」コラボ出演
- 6月
  - 名古屋市立中央高校「被爆ピアノ音楽会」
- 7月
  - 第31回愛知サマーセミナー特別講師「3ステップであなたも魅せるステージアクターへ」vol.3
  - 「舞い舞いナゴヤ2019年」ゲスト出演 まほろば遊作詞・作曲「まほら」提供による「暗闇からのまほら」
  - 愛知県春日井市被爆ピアノ音楽会
  - ラジオMID-FMブックカフェ「まほろば遊と曽世海司の朗読と落語のせかい」開始
- 8月
  - 名古屋市文化振興事業団ミュージカル「アニーよ銃をとれ」歌唱指導スタッフで参加
  - 広島平和公園
  - 第21回アオギリ平和コンサート出演
  - 名古屋城夏祭りステージ出演
- 9月
  - 第45回[母と教職員の会]にて講演
  - 珠蘭会400回記念パーティーにゲスト出演
  - 中日新聞朝刊掲載
- 10月
  - 名古屋市立川中小学校創立40周年記念式典 被爆ピアノ・矢川光則氏
  - 瀬戸少年院慰問演奏会 矢川光則氏
  - 中日新聞掲載
  - 名古屋市立川原小学校創立60周年記念式典 被爆ピアノ・矢川光則氏
  - 名古屋市教育委員会主催「天白生涯学習センター」公開講座講師
  - 愛知県、社会福祉法人愛知県社会福祉協議会主催 「障害者スポーツの体験・ふれあい交流2019」

### 2018年まで
主な舞台
- 帝国劇場 浅丘ルリ子主演「カルメンと呼ばれた女」
- 新宿コマ劇場 安達祐実主演「オズの魔法使い」役名:りんご
- シアターコクーン 渡辺えり子演出 堺雅人主演「Zenmai」

テレビ
- とんねるずの生でダラダラいかせて 憲武バレエ団講師
- TBS大型スペシャルドラマ「LEADERS2」

自主企画コンサート
- 2006年 銀座サンミ高松 「ティータイムコンサート」
- 2010年 東京FMホールコンサート
- 2011年 銀座ヤマハスタジオコンサート
- 2013年 銀座ヤマハスタジオコンサート
- 2014年 銀座ヤマハスタジオコンサート
- 2015年 銀座ヤマハスタジオコンサート
- 2018年 原宿ラドンナ 朗読ライブ 「ギリシア神話の女神たち」

### 音楽と朗読活動
- 2015年 朗読ライブ 宮沢賢治作「いちょうの実」 共演/中井智弥(二十五絃筝奏者)
- 2016年 朗読ライブ 宮沢賢治作「セロ弾きのゴーシュ」共演/新井康之(名フィル)
- 2016年 朗読ライブ 芥川龍之介作「藪の中」 共演/曽世海司(スタジオライフ)
- 2017年 朗読ライブ サンテクジュベリ作「星の王子様」共演/曽世海司(スタジオライフ)
- 2018年 朗読ライブ サマセット・モーム作「ジゴロとジゴレット共演/曽世海司(スタジオライフ)

### ラジオパーソナリティー
インターネットラジオ「ゆめのたね放送局」
- 「音楽と朗読の世界～夢の続きへ」2016年-2021年9月

MID-FM
- 「音楽と朗読のせかい」2017-2019年
- 「ブックカフェ」2019-2020年
- 「ポンソワール宝塚」2020-2021年
- 「あなたと遊と音楽と」2021年-2023年
- 「名古屋よいとこラジオ」2023年〜継続中

### 作詞・作曲活動
- 2007年 ポップスCD「銀の砂」アートユニオンよりリリース[全国発売]
- 2011年 ジャズCD 「ジャズドリーム」
- 2012年 小泉深雪＆野村宏伸主演ミュージカルに「銀の砂」楽曲提供 [池袋シアターグリーン]
- 2013年 西崎緑＆美緑会コンサートにオリジナル曲"まほら"提供
- 2014年 にほんのうたCD 「まほら」リリース[全国発売]
- 2018年 被爆ピアノによせてCD 「平和のピアノ」 作詞・作曲
- 2019年 まほろば遊vol.5CDリリース「Life is Beautiful」
- 2022年北名古屋市消防団テーマソング「ぼくらのヒーロー北名古屋市消防団」作詞・作曲

### 出版
- 2003年 「HARCHI〜世にも珍しい花」出版:丸善出版サービス
- 2020年 「旅するピカドンピアノ」出版:三恵社
- 2021年「HARCHI〜世にも珍しい花」再出版　出版：三恵社
- 2024年「初心者〜プロまでボイストレーニング」出版：三恵社

### チャリティー・施設訪問・社会貢献
- 2015年 東日本大震災復興支援コンサート「まほろば遊未来コンサート」協力:仙台ホテル瑞鳳
- 2015年 東日本大震災復興支援コンサート「夢ライブ」多賀城市立第二中学校 NHKニュースで報道される
- 2017年まで リブフォーライフ美奈子基金 白血病・難病支援音楽イベント「音楽とともに命を考える」
- その他 横浜老人ホームクラシカルコミュニティコンサート/中部ろうさい病院慰問コンサート/名大附属病院コンサート/少年院コンサート/かめりあ会施設訪問コンサート/他

### ディナーショー
- リゾートトラスト「若手料理人の饗宴イタリアンの夕べ」他
- リゾートトラスト エクシブ琵琶湖 ランチ＆ディナーショー
- 掛川パレスホテル開業25周年記念 ディナーショー
- 北青山マグリットwithダダ ディナーショー

### 講師
- 2013年から 日本ナレーション演技研究所名古屋校ヴォーカル講師
- 2016年 文化庁伝統親子教室事業 民話教室 講師
- 2017年 文化庁伝統親子教室事業 民話教室 講師
- 2017年第29回愛知サマーセミナー特別講師「3ステップであなたも魅せるステージアクターへ」
- 2018年4月～ 名古屋芸術大学非常勤講師就任
- 2018年5月～ 名古屋音楽学校特別講師就任「特別研究コース」特別講師就任
- 2018年5月 名東生涯学習センター女性セミナー公開講座 講師 「人を幸せに、ワタシも幸せに」
- 2018年7月 前津中学校ＰＴＡ家庭教育セミナー 講師 「母として女性として輝く生き方」
- 2018年7月 第30回愛知サマーセミナー特別講師「3ステップであなたも魅せるステージアクターへvol.2」
- 2018年8月 愛知県一宮市末広大学 歌と朗読セミナー[9]
- 2018年9月25日 「平和のピアノ」授業 名古屋市立貴船小学校
- 2018年10月 名古屋音楽学校ホール 第4回名古屋会講演
- 2018年-19年 名古屋音楽学校 特別研究コース［朗読］声の魅力アップ講座
- 2019年 ボイストレーニング講座
- 2019年 名古屋芸術大学 生涯学習《朗読講座》
- 2023年　名古屋芸術大学客員教授就任

### 報道
- 朝日新聞夕刊 「ラジオの語り手 あなたも私も」 (2016年12月14日)
- 中日新聞市民版 「名古屋よいとこ節」歌詞に食文化や歴史 (2017年5月1日)
- 中日新聞市民版 人情交差点「闘病 歌い続けて恩返し」 (2017年9月2日)
- CBCテレビ 「イッポウ」 (2017年12月20日)
- 中日新聞朝刊愛知県版 「舞台表現で高大提携」 (2018年3月3日)
- 中日新聞朝刊愛知県内版 「被爆ピアノに平和の曲」 (2018年5月1日)
- NHKテレビまるっと 「被爆ピアノの演奏会」 (2018年9月25日)
- 東海テレビニュース 「平和の尊さを」…被爆ピアノの演奏会 (2018年9月25日)
- 中日新聞朝刊 「被爆ピアノ平和の音」まほろば遊さんと児童合唱[10] (2018年9月26日)
- 中日旅ぶらっ人 「被爆ピアノ平和の音」まほろば遊さんと児童合唱[11] (2018年9月26日)

### その他の出演・活動
- 2012年 阪急交通社主催マイハンブルハウス東京「元タカラジェンヌまほろば遊コンサート」
- 2015年 日進市民会館 「瑞鳳流舞踊会」
- 2015年 東京国立劇場 全国新舞踊家元公演
- 2015年 出石永楽館 「宝塚OGグランドコンサート」
- 2016年 名古屋能楽堂 自由空間八田二周年記念特別ライブ
- 2017年 名古屋能楽堂 自由空間八田三周年記念ライブ
- 2017年 名古屋学院大学 春のワクワク親子まつり
- 2017年 中部セントレアホール 「音旅30回記念コンサート」
- 2017年 名古屋揚輝荘 「お月見コンサート」
- 2018年 名古屋音楽学校 「平和のピアノコンサート」 名古屋芸術大学主催 「平和のピアノ実行委員会」共催
- 2018年8月5日 名古屋学院大学 夏祭りワクワク親子祭りコンサート
- 2018年8月6日 広島平和公園 アオギリコンサート出演
- 2018年? 電気文化会館 名古屋市立丸の内中学校文化発表会ゲスト出演
- 2018年12月 名鉄百貨店クリスマスミニライヴ